# Alberto Morais Foruria

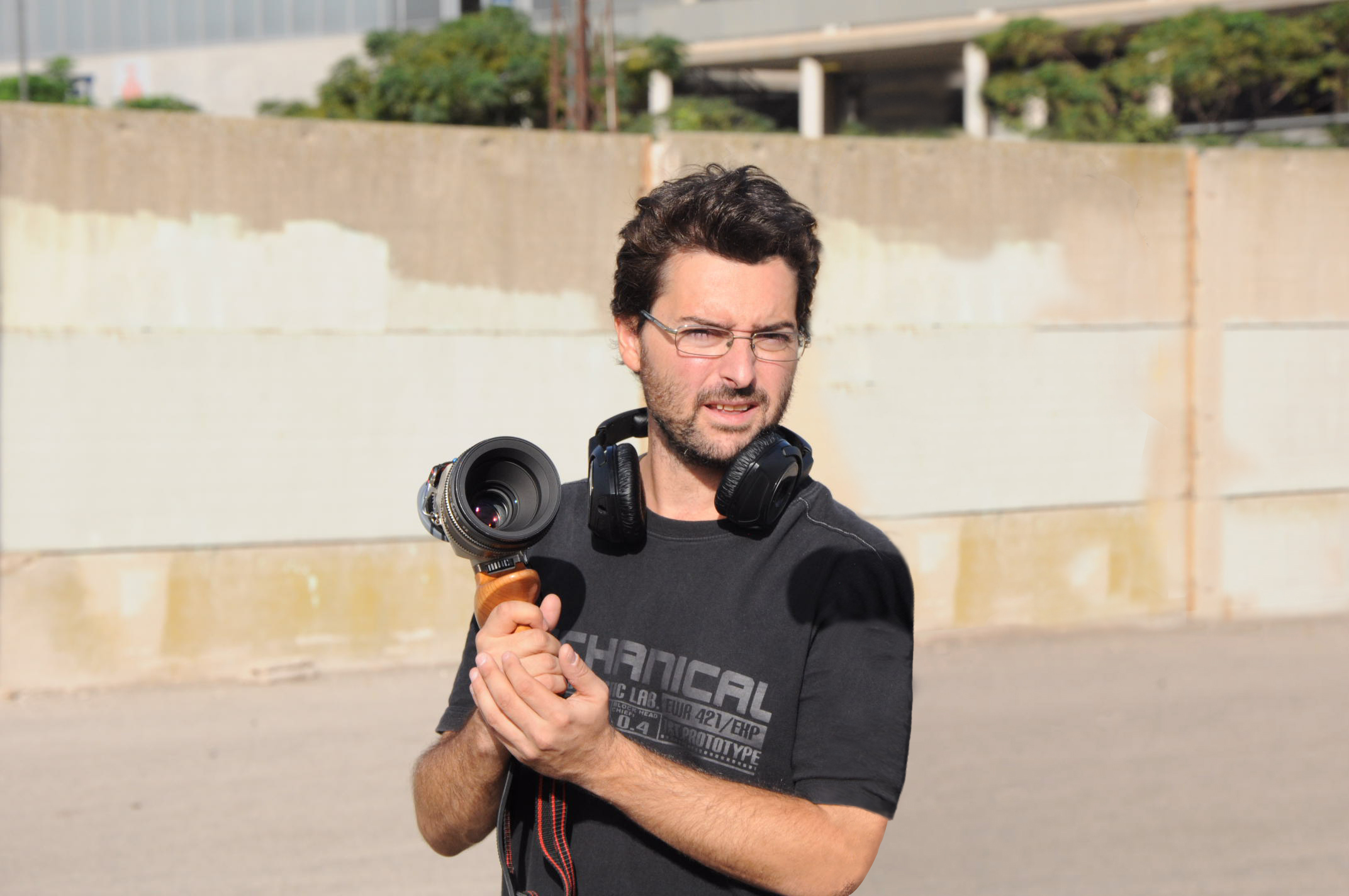
Alberto Morais Foruria

Alberto Morais Foruria (* 23. März 1976 in Valladolid) ist ein spanischer Regisseur.

## Leben
Alberto Morais Foruria hat einen Abschluss in Bildender Kunst von der Polytechnischen Universität Valencia. 2008 gründete er die Produktionsfirma Olivo Films, S.L. Im Laufe seiner Karriere drehte er mehrere Kurzfilme und vier Spielfilme.

## Filmografie (Auswahl)
- 2000: Umbrales (Kurzfilm)
- 2003: A campo traviesa (Kurzfilm)
- 2007: Un lugar en el cine
- 2011: Las olas
- 2013: Los Chicos Del Puerto
- 2016: La Madre